# Serralunga d’Alba
Serralunga d’Alba (piemontiul: Seralonga d'Alba) település Olaszországban, Piemont régióban, Cuneo megyében. Lakosainak száma 527 fő (2023. január 1.). Serralunga d’Alba Alba, Castiglione Falletto, Diano d’Alba, Monforte d’Alba, Montelupo Albese, Roddino és Sinio községekkel határos.

## Népesség
A település lakossága az elmúlt években az alábbi módon változott:
| Lakosok száma | 569  | 579  | 527  |
|               | 2017 | 2018 | 2023 |